# Viagra Boys
A Viagra Boys svéd post-punk együttes. 2015-ben alakultak Stockholmban. Eddig egyszer jártak Magyarországon: 2019-ben a Bánkitó Fesztiválon.

## Diszkográfia
Nagylemezek
- Street Worms (2018)
- Welfare Jazz (2021)[2]
- Cave World (2022)
- Viagr Aboys (2025)

Középlemezek
- Consistency of Energy (2016)
- Call of the Wild (2017)
- Common Sense (2020)